# Valentin Müller (músic)
Valentin Müller   (Münster, 7 de febrer de 1830 - Seelisberg, 24 de juliol de 1905), també conegut com a Johann Valentin Müller o Johannes Müller, fou un compositor, organista i professor musical alemany.
Després d'estudiar al Conservatori de Múnic amb el professor Joseph Menter, exercí la seva professió a Frankfurt i Roma. En la seva jubilació escolli el poblet suís de Selisberg, llogaret en el qual morí el 1905.